# Bugula intermedia
Bugula intermedia är en mossdjursart som beskrevs av Liu 1984. Bugula intermedia ingår i släktet Bugula och familjen Bugulidae. Inga underarter finns listade i Catalogue of Life.